# Yi Hoeyeong
Yi Hoeyeong (1867- 1932; hangeul :이회영), également connu sous le pseudonyme de Woodang (우당), était un indépendantiste et anarchiste coréen,.
Contraint de s'exiler en Chine en 1910, il sera l'un des cofondateurs de la Commune de Shinmin (1929 - 1932).
En novembre 1932, il est arrêté et torturé par la police japonaise. Il meurt quelque temps plus tard.

## Biographie
Yi nait le 21 avril 1867 à Séoul. Très tôt, il se démarque par son ouverture d'esprit, son audace et son dynamisme. Dès son plus jeune âge, Yi porte un regard critique sur le monde. Il aspire à la modernité. D'un an le frère aîné de Yi See-young, futur Vice-président de la Corée du Sud, il est issu d'une riche famille aristocratique, les Yi de Gyeongju.
Le jeune homme étudie le confucianisme, mais au contact des idées des lumières, se convertit au christianisme (méthodisme).
En 1885, il épouse Seo. Yi a alors 18 ans. Mais Seo meurt à la mi-janvier 1907. Il se remarie à 41 ans, le 20 octobre 1908 avec Lee Eun-suk, à l'église de Sangdong.
En 1906, alors que son père décède, il affranchit les esclaves de sa famille et en fait des citoyens libres. De plus, Yi s'adresse avec déférence aux domestiques d'autres familles, ce qui est particulièrement original, surtout en Corée.

### Exil
Yi déménage en Mandchourie avec ses frères en 1910 pour échapper aux Japonais. Ils vendent en urgence tous les biens de la famille, réunissant la somme  de 400 000 won pour la poursuite de la lutte indépendantiste. Somme énorme de plus de 60 milliards de won une fois convertis en valeurs monétaires actuelles - soit 44 millions d'euros.
Là-bas, il fonde la société culturelle Kyeonghaksa (경학사), et met en place l'école militaire de sous-officiers Sinheung hakgyo (신흥학교), où transitèrent plus de 3 000 jeunes. L'école fait même l'objet d'une chanson, la Chanson de l'académie militaire Shinheung (신흥무관학교 교가),.
En 1919, Yi emménage à Pékin, et fera de nombreux allers-retours avec Shanghai et Tianjin.

### Activité révolutionnaire
Yi interagit beaucoup, et reçoit tous les indépendantistes basés à Pékin chez lui. Il voit en l'anarchisme les chances d'une péninsule libre. Il en est convaincu, et en 1925, déclare : « L'avenir de la Corée est en l'anarchie. ».
Yi coopère avec Sin Jaeho, Yu Jamyeong, Han Yeongbok, Pak Seungbyeong, ou encore Yi Jeonggyu, mais aussi leurs camarades chinois. Il participe à la fondation de la Commune de Shinmin,

## Arrestation
Une répression terrible s’abat sur les anarchistes ; l'assassinat du jeune Kim Jongjin en 1931 donne le coup de grâce. Ce dernier dirigeait la Ligue des anarchistes coréens en Mandchourie : c'est le chaos.
En novembre 1932, Yi, alors repart en Chine, tente de rejoindre la Mandchourie - afin de réarmer la guérilla. Mais à Dalian - dans l'actuelle province du Lliaoning - la police japonaise l'arrête, et le torture. Quelques jours plus tard, il meurt en cellule, pendu par ses propres vêtements, dans des circonstances obscures : il avait 66 ans.

## Dans la culture
Yi Hoeyeong a fait l'objet d'une série télévisée sud-coréenne, Freedom Fighter, Lee Hoe-young, sortie en 2010 sur KBS, à l'occasion du centenaire de l'annexion de la Corée par le Japon,.